# یانگزتاون (اوهایو)
یانگزتاون (به انگلیسی: Youngstown) شهری در ایالت اوهایو کشور ایالات متحده آمریکا است که جمعیت آن در سرشماری سال ۲۰۱۰ میلادی، ۶۶٬۹۸۲ نفر بوده‌است.